# Club de Deportes Copiapó
Club de Deportes Copiapó är en chilensk fotbollsklubb från staden Copiapó i den nordligare delen av landet. Klubben grundades den 9 mars 1999 och spelade sin första säsong i den näst högsta divisionen redan år 2003. Klubben bildades ur den gamla föreningen Club de Deportes Regional Atacama, som lades ner 1998. Klubben började spela i grönvita färger, för att sedan övergå till rödvita och helt röda, för att sedan gå till gröna kläder med vita och röda detaljer. Deportes Copiapó spelar på Estadio Luis Valenzuela Hermosilla, som tar cirka 8 000 åskådare, men har även spelat i närliggande städer som Vallenar, Caldera och Tierra Amarilla.